# Otto Soehring
Ernst Adolf Otto Soehring (* 18. Januar 1877 in Berlin; † 12. November 1945 ebenda) war ein deutscher Gymnasiallehrer und Diplomat.

## Leben
Otto Soehring, Sohn eines Kaufmanns, besuchte die Luisenstädtische Oberrealschule in Berlin und studierte dann ab 1895 an der Universität Berlin neuere Sprachen und Deutsch. Am 10. Februar 1900 wurde er bei Adolf Tobler in Romanistik zum Dr. phil. promoviert, 1901 legte er das 1. Staatsexamen ab. Das Seminarjahr absolvierte er von Ostern bis Michaelis 1901 und von Michaelis 1902 bis Ostern 1903 am Französischen und am Askanischen Gymnasium in Berlin, das Probejahr von Ostern 1903 bis Ostern 1904 am Joachimsthalschen Gymnasium. 1904 wurde er Lehrer an der Hohenzollern-Schule in Berlin. Vom 1. Oktober 1907 bis Juli 1914 war er Direktor der Deutschen Schule in Konstantinopel, danach nominal Direktor des Realgymnasiums in Küstrin. Seit 9. August 1914 war er im Militärdienst und wurde 1914 zum Oberleutnant d. R., 1915 zum Hauptmann d. R. befördert.
Zum 30. Januar 1915 wurde er ins Auswärtige Amt einberufen und war dort seit 1921 als Legationsrat in der Abteilung III/Recht, Referat für Kirchen- und Schulsachen; Kunst und Wissenschaft als Referent für das Auslandsschulwesen tätig. Seit Frühjahr 1920 war er in der Abteilung IX (seit 1. Januar VI)/Kultur) Leiter des Referats B/Unterrichtswesen. 1921 wurde er zum Legationsrat ernannt. Ab Juli 1927 war er im Auslandsdienst am Konsulat in Valparaiso in Chile als Generalkonsul tätig. 1937 wurde er in den einstweiligen Ruhestand versetzt, 1938 als Leiter des Referats XIII/Südamerika wieder in Dienst gestellt. 1941 wurde er Konsul des Konsulats in Aarhus, das in die Verbindungsstelle des Bevollmächtigten des Reichs in Dänemark umgewandelt wurde. Seit Herbst 1943 war er in der Personal- und Verwaltungsabteilung des Auswärtigen Amts in Berlin tätig.
Er wurde, obwohl nie Mitglied der NSDAP, nach Kriegsende von einem sowjetischen Militärgericht nach Ukas 43 zum Tode verurteilt und am 12. November 1945 hingerichtet. Am 10. Oktober 2003 wurde er durch die russische Hauptmilitärstaatsanwaltschaft rehabilitiert
Am 10. September 1907 heiratete er Maria geb Miadowicz. Aus der Ehe gingen drei Söhne hervor, Hans-Jürgen (* 23. Juli 1908) und die Zwillinge Klaus und Friedrich Wilhelm (* 3. November 1911).

## Veröffentlichungen
- Werke bildender Kunst in altfranzösischen Epen. I. Teil. Dissertation Berlin 1900 (Digitalisat).
  - vollständig Werke bildender Kunst in altfranzösischen Epen. In: Romanische Forschungen. 12, 1900, S. 491–640.
- David Humes „Skeptizismus“ ein Weg zur Philosophie. Wissenschaftliche Beilage zum Jahresbericht der Hohenzollernschule in Schöneberg 1906/07. Schöneberg 1907 (Digitalisat).
- David Hume: An inquiry concerning human understanding. In Auswahl mit Einleitung, Anmerkungen und einem Register herausgegeben von Otto Soehring. Winter, Heidelberg 1910.
- Deutsche Schulpolitik im Orient. In: Die deutsche Schule im Auslande. 12, 1913, S. 381–386.
- Der Akademiker im Auslandsdienst. In: Die akademischen Berufe. Band 5. Berlin 1920, S. 315–324.
- Völkerbund und internationale wissenschaftliche Beziehungen. Vier Rundfunk-Vorträge, gehalten für die Deutsche Welle. Quelle & Meyer, Leipzig 1927.
- Die Deutsche Schule in Konstantinopel. In: Franz Schmidt, Otto Boelitz (Hrsg.): Aus deutscher Bildungsarbeit im Auslande. Erlebnisse und Erfahrungen in Selbstzeugnissen aus aller Welt. Zweiter Band: Außereuropa. Julius Beltz, Langensalza 1928, S. 11–28.